# Fernando Rodríguez de Castro el Castellano
Fernando Rodríguez de Castro «el Castellano» (1125-1185). Ricohombre castellano, hijo de Rodrigo Fernández de Castro y de su esposa Eylo Álvarez, fue uno de los magnates más poderosos de su época. Heredó la jefatura de la Casa de Castro de su tío Gutierre Fernández de Castro quien no tuvo descendencia y, como tal, lideró a los miembros de su linaje durante la guerra civil que se desencadenó tras la muerte de Sancho III de Castilla y la posterior minoría de edad de Alfonso VIII.  Gobernó varias tenencias durante diferentes periodos, incluyendo Cuéllar, Dueñas, Valladolid, Toro y Asturias. Aunque era originario de Castilla, siendo apodado por ello «el Castellano», abandonó el reino junto con sus hermanos y alcanzó la dignidad de mayordomo mayor del rey Fernando II de León, quien le concedió la mano de su hermanastra Estefanía Alfonso la Desdichada, además de la posesión del Infantado de León. En el reino de Castilla fue apodado «el Leonés».

## Orígenes familiares

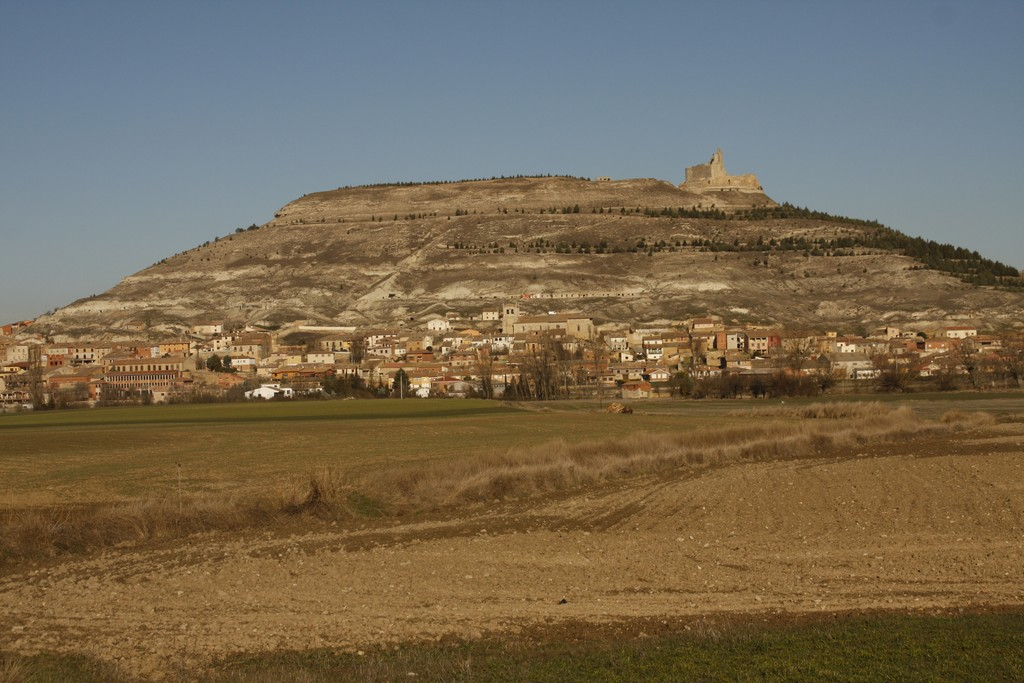
Villa burgalesa de Castrojeriz, solar originario del linaje de los Castro.

Sus padres fueron Rodrigo Fernández de Castro el Calvo,  miembro de la Casa de Castro y alférez del rey Alfonso VII de León, y su esposa Eylo Álvarez. Sus abuelos paternos fueron Fernando García de Hita, señor de Hita y Uceda, que según algunos cronistas era hijo ilegítimo del rey García de Galicia, y su esposa Estefanía de Urgel, hija del conde Ermengol V de Urgel, mientras que otros afirman que lo fue del conde García Ordóñez y de su esposa Urraca Garcés. Por parte materna eran sus abuelos Álvar Fáñez, dux de Toledo, que falleció durante una sublevación popular en Segovia en 1114, y su esposa Mayor Pérez, hija del conde Pedro Ansúrez, repoblador de la ciudad de Valladolid.

## Biografía
Nació en el año 1125. Durante la minoría de edad de Alfonso VIII de Castilla, su familia, originaria del reino de Castilla, se refugió en el reino de León debido a su enemistad con la Casa de Lara. Una vez instalado en el reino de León, Fernando Rodríguez de Castro contrajo matrimonio alrededor de 1150 con Constanza Osorio, hija del conde Osorio Martínez y de su esposa Teresa Fernández. Constanza era miembro del linaje leonés de los Flaínez y su suegro, el conde Osorio, era tenente de los castillos de Aguilar, Arnales, Vecilla, Campos, Cotanes, Mayorga, Melgar y de otras fortalezas en el bajo Cea.

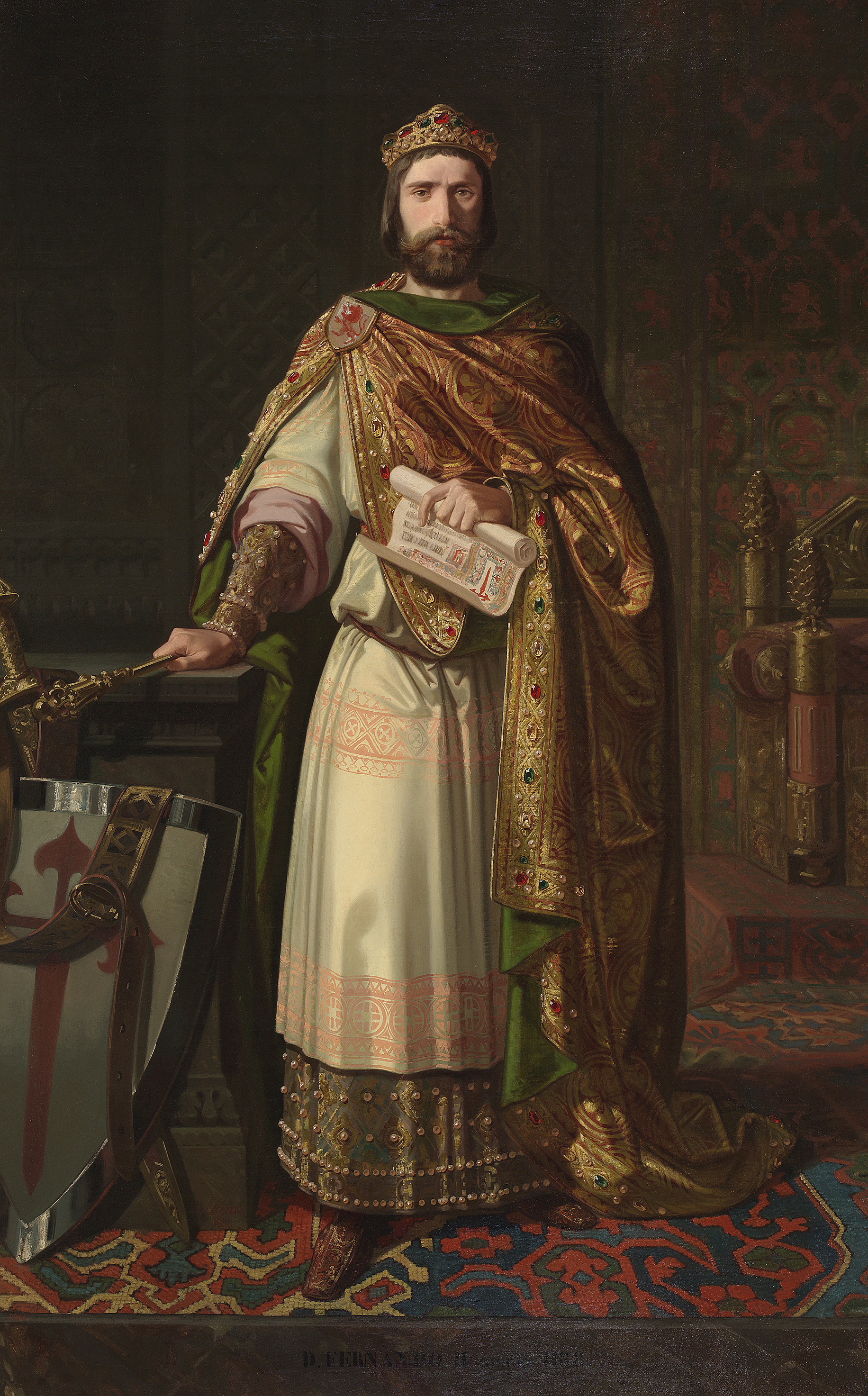
Retrato imaginario de Fernando II de León. Isidoro Lozano. 1850. Congreso de los Diputados de España

Lideró la Casa de Castro durante la guerra civil que se desencadenó tras la muerte de Sancho III y la posterior minoría de edad de Alfonso VIII. En el reino de Castilla fue apodado «el Leonés». En 1160, al mando de las fuerzas de la Casa de Castro, derrotó a los partidarios de los Lara en la batalla de Lobregal, en la que perdió la vida el conde Osorio Martínez, su suegro, y en la que Nuño Pérez de Lara fue capturado. Sin embargo, a pesar de su victoria, no regresó a su patria.
Poco después de 1160, Fernando II de León se enemistó con él, y Fernando Rodríguez de Castro, con fuerzas combinadas de cristianos y musulmanes a sus órdenes, sitió Ciudad Rodrigo, que había sido fundada poco tiempo atrás. Fernando II de León fue a defender la ciudad, acompañado por las milicias de Salamanca y Zamora. Fernando Rodríguez de Castro se reconcilió entonces con el rey de León, quien le derrotó en la batalla de Ciudad Rodrigo. El rey, además de concederle el perdón, le nombró gobernador de Cuéllar, Dueñas, Salamanca, Toro, Valladolid y Zamora. Posteriormente, le nombró gobernador de Asturias y de Benavente.
Fue nombrado además mayordomo mayor del rey Fernando II de León, cargo que desempeñó en dos ocasiones; en la primera de ellas tomó posesión del cargo el 15 de agosto de 1162 y cesó en el mismo el 6 de septiembre de 1164. Posteriormente volvió a desempeñar el mismo puesto, entre el 19 de octubre de 1165 y el 15 de mayo de 1166. En 1162 Fernando II conquistó la ciudad de Toledo, arrebatándosela a los castellanos, y nombró a continuación gobernador de la ciudad a Fernando Rodríguez de Castro. La ciudad de Toledo permaneció en poder de los leoneses hasta el año 1166, en que fue recuperada por los castellanos.
En 1164 Fernando Rodríguez de Castro penetró en el reino de Castilla por segunda vez con un ejército y derrotó y mató al conde Manrique Pérez de Lara en la batalla de Huete,   librada en el mes de junio o julio de ese año. Cuatro años después fue nombrado alcalde de León, siendo su deber controlar y estar al mando de las fortalezas existentes en la ciudad, hasta el año 1182, en que dejó el cargo. 
Durante la guerra entre la Casa de Lara y la Casa de Castro, Fernando Rodríguez de Castro repudió a su esposa Constanza Osorio después de haber dado muerte a su padre, el conde Osorio Martínez en la batalla de Lobregal en 1160 Tierra de Campos. Recibió en premio a sus servicios la mano de Estefanía Alfonso la Desdichada, hija ilegítima del difunto Alfonso VII de León y de la condesa Urraca Fernández de Castro, viuda del conde Rodrigo Martínez, y amante del emperador. Se casó con Estefanía poco después de la batalla de Lobregal.

### El señorío de Trujillo

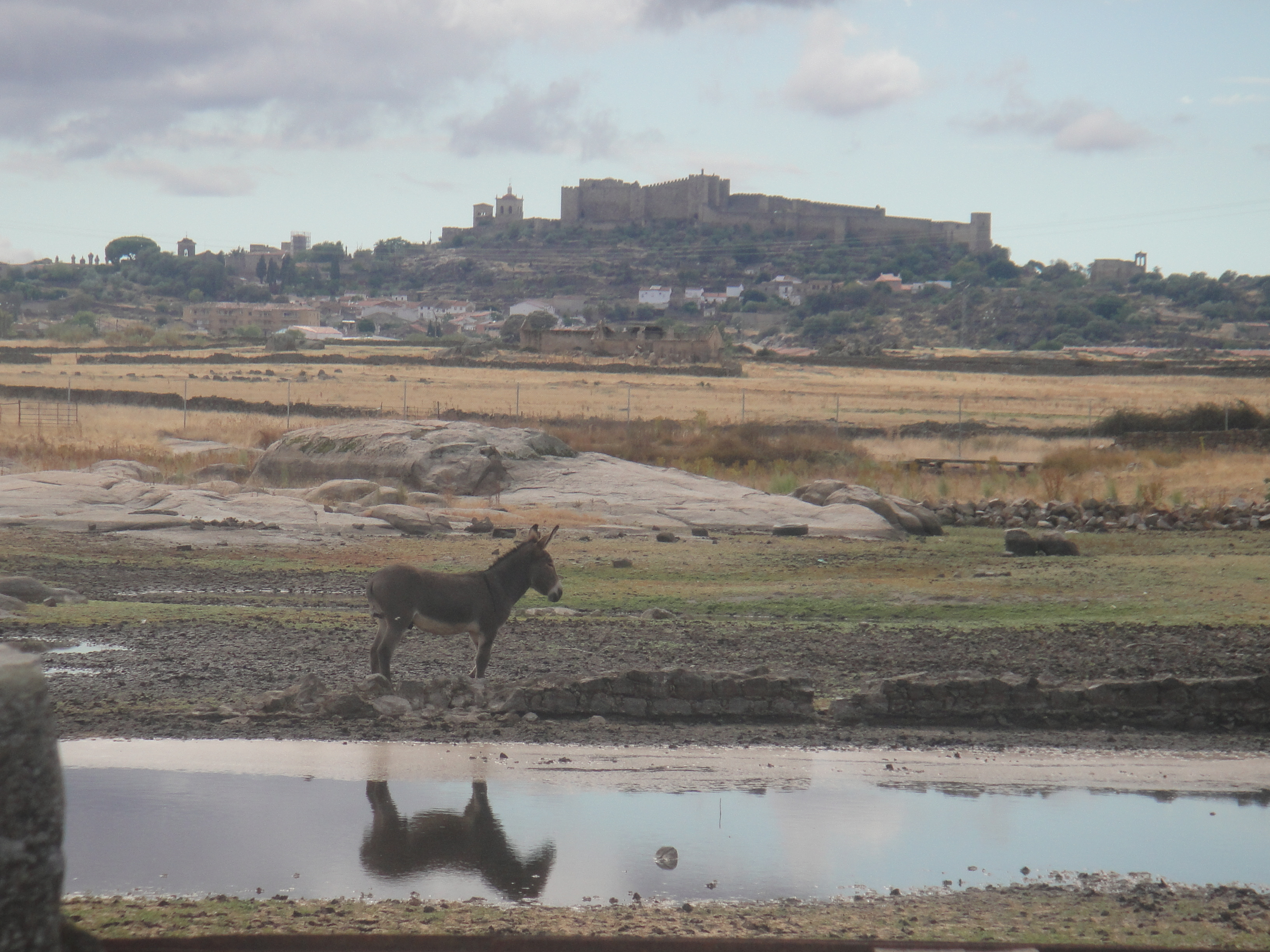
Vista de Trujillo y su castillo.

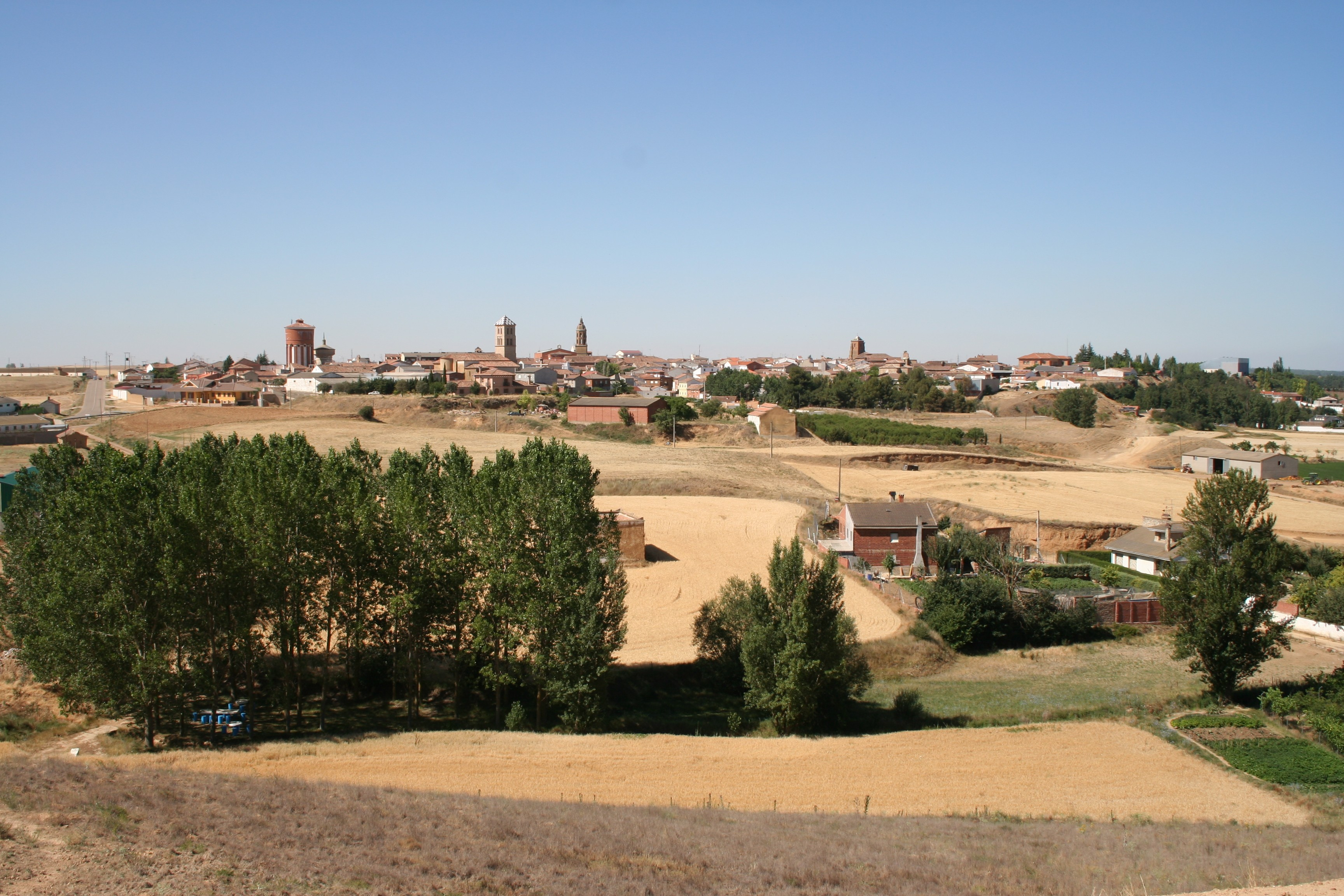
Vista de Mayorga.

A principios del verano de 1169, el portugués Gerardo Sempavor tomó la ciudad de Badajoz después de un largo asedio, pero el gobernador de la ciudad se refugió en la Alcazaba de Badajoz, y el asedio hubo de continuar. Viendo la oportunidad que se le presentaba de añadir a sus dominios la principal ciudad de la región a expensas de sus enemigos cristianos y musulmanes, Alfonso I de Portugal acudió con un ejército a Badajoz a fin de sustituir a Gerardo Sempavor como conductor del asedio.
Ello provocó la oposición de Fernando II de León, que argumentó que Badajoz le pertenecía. El rey de León se dirigió entonces hacia el sur al frente de un ejército, a petición del califa almohade Abu Yaqub Yusuf, quien ya había enviado un contingente de quinientos caballeros a fin de socorrer Badajoz.
Fernando Rodríguez de Castro, como mayordomo mayor del rey Fernando II de León, fue uno de los jefes leoneses de la expedición. Los portugueses que sitiaban la Alcazaba de Badajoz se vieron entonces sitiados por los leoneses, estallando la lucha en las calles de la ciudad. Mientras trataba de escapar, Alfonso I de Portugal fue capturado por los hombres de Fernando II, después de haberse roto una pierna. Al mismo tiempo, Fernando II capturó a Gerardo Sempavor. Tras la toma de la ciudad y de la Alcazaba de Badajoz por los leoneses, estos últimos dejaron la ciudad en manos de sus aliados musulmanes. Varias de las localidades que Gerardo Sempavor había conquistado fueron entregadas al reino de León a cambio de su libertad.
Fernando II de León conservó la ciudad de Cáceres, pero las plazas de Trujillo, Montánchez, Santa Cruz de la Sierra y Monfragüe pasaron a ser propiedad de Fernando Rodríguez de Castro el Castellano.
Tras la donación recibida, Fernando Rodríguez de Castro pasó a ser señor de un señorío semiindependiente localizado entre los ríos Tajo y Guadiana, cuya cabeza era la ciudad de Trujillo. Alfonso VIII de Castilla se percató de la importancia estratégica de las fortalezas concedidas a Fernando Rodríguez de Castro, con vistas a una futura repoblación, pues las fortalezas se hallaban en la zona que según el Tratado de Sahagún de 1158 pertenecía al área de influencia del reino de Castilla.
En 1171, por su condición de esposo de la hermanastra del rey, Estefanía Alfonso, le fue concedido el Infantado de León, cuya posesión compartía con su esposa y, entre los años 1172 y 1175 poseyó las plazas de Mayorga y Melgar de Arriba, propiedad de la Corona, que habían pertenecido en el pasado al conde Osorio Martínez. Durante el resto de su vida, fue requerido continuamente tanto por la corte leonesa como por la castellana.

### Asesinato de Estefanía Alfonso la Desdichada

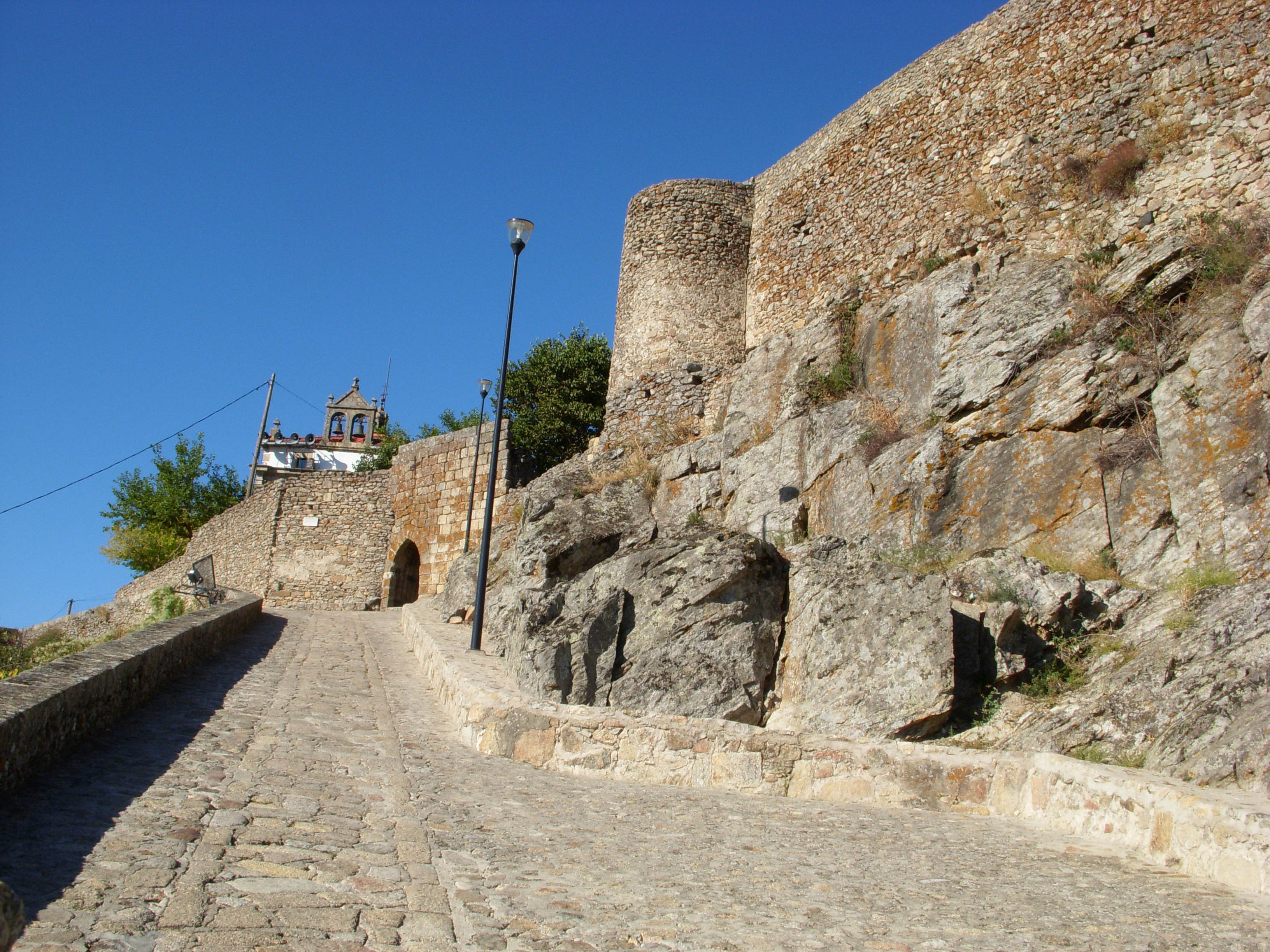
Castillo de Montánchez.

El 1 de julio de 1180, Estefanía Alfonso fue asesinada por su esposo, Fernando Rodríguez de Castro, quien, según recogen algunas fuentes, aunque otras no han dejado constancia del suceso, supuso que su esposa le había sido infiel y la asesinó. Según la tradición, una de las criadas de Estefanía Alfonso mantenía relaciones amorosas con un individuo, y para asegurarse de no ser descubierta, acudía a las citas con su amante vestida con las ropas de su señora, hasta que alguien dio cuenta a Fernando Rodríguez de Castro de que su esposa le traicionaba, ante lo cual, el ultrajado esposo espió a los amantes y apuñaló al amante de la criada, quien huyó hacia los aposentos de Estefanía Alfonso, la cual yacía dormida en su habitación, hasta que su esposo llegó y la asesinó, asestándole varias puñaladas.
Poco después del asesinato, según la tradición, acudieron a los aposentos de la difunta varios criados con luces, percatándose entonces el asesino de que su esposa yacía en la cama desnuda, y de que no había tenido tiempo de desvestirse antes de su llegada. Por ello, registró la habitación, descubriendo entonces a la criada, quien se hallaba oculta bajo la cama donde yacía muerta su señora. Poco después, llevando una soga al cuello y la daga con la que había cometido el crimen, se entrevistó con Fernando II de León, a quien le imploró el perdón y le solicitó que le aplicara el castigo merecido por el error cometido. No obstante, el rey, a pesar de que la fallecida era su hermanastra, no castigó al asesino.
Fernando Rodríguez de Castro falleció en 1185, después del día 16 de agosto, y se desconoce su lugar de sepultura. Poco después de la muerte de Fernando Rodríguez de Castro las fortalezas de Trujillo, Montánchez, Santa Cruz de la Sierra y Monfragüe fueron reclamadas por Alfonso VIII de Castilla, quien se las entregó para su defensa a las Órdenes militares de Santiago y San Julián del Pereiro, antecedente esta última de la Orden de Alcántara.

## Matrimonios y descendencia
Casó por primera vez alrededor de 1150 con Constanza Osorio, hija del conde Osorio Martínez y de su esposa Teresa Fernández, nieta esta última de Alfonso VI de León, aunque no hubo descendencia de este matrimonio. Después de ser repudiada en 1160, Constanza volvió a contraer matrimonio antes de 1165 con el noble gallego, Pedro Arias con quien tuvo descendencia.
Poco después de haber repudiado a su primera esposa, contrajo matrimonio por segunda vez con su prima hermana, Estefanía Alfonso la Desdichada, hija ilegítima de Alfonso VII de León y de la condesa Urraca Fernández de Castro. Fruto de su segundo matrimonio nacieron dos hijos:
- Pedro Fernández de Castro el Castellano (c. 1160–1214), señor de Paredes de Nava y del Infantado de León.[d]
- Sancha Fernández de Castro.[e]

Tuvo un hijo ilegítimo con María Íñiguez:
- Martín Fernández de Castro. Confirmó una donación realizada por su hermano en el reino de Castilla en 1216. Su parentesco ha sido confirmado por un documento, fechado el 10 de noviembre de 1241, por el que su hijo, Pedro Martínez, donó el heredamiento de Tejonar, en el reino de Navarra, al maestre y a la Orden de Calatrava, declarándose hijo de Martín Fernández y nieto de Fernán Roiz el Castellano, y aclarando que este heredamiento lo tiene de parte de María Íñiguez, su abuela, madre de su padre Martín Fernández.[22]

## El asesinato de Estefanía Alfonso la Desdichada en la literatura
El asesinato de Estefanía Alfonso la Desdichada, llevado a cabo por su esposo en 1180, inspiró la tragicomedia de Lope de Vega, titulada La desdichada Estefanía, que Lope de Vega escribió en el año 1604.
| Predecesor: Gutierre Fernández de Castro | Señor de la Casa de Castro          | Sucesor: Pedro Fernández de Castro el Castellano |
| Predecesor: Pedro Balzán                 | Mayordomo mayor del rey 1162 - 1164 | Sucesor: Gómez González de Manzanedo             |
| Predecesor: Gómez González de Manzanedo  | Mayordomo mayor del rey 1165 - 1166 | Sucesor: Pedro Arias de Limia                    |